# Fanbyn (Bräcke)
Fanbyn is een plaats in de gemeente Bräcke in het landschap Jämtland en de provincie Jämtlands län in Zweden. De plaats heeft 98 inwoners (2005) en een oppervlakte van 39 hectare. De plaats ligt aan de zuidwest oever van het meer Sundsjön. De Europese weg 14 loopt een klein stukje ten zuiden van de plaats.